# Тхун Тин
Тура У Тхун Тин (бирм. ထွန်းတင်, англ. Thura U Tun Tin, 2 октября 1920, Мьичина, Британская Индия — 1 мая 2020, Мьянма) — бирманский государственный деятель, 9-й премьер-министр Бирмы, находился в должности в июле-сентябре 1988 года.

## Биография
В 1941 году окончил Мандалайский колледж со степенью бакалавра. Был членом националистической партии Do-Bama-Asiayone (Thakin), боровшейся против английского господства, возглавлял студенческую ячейку партии.
В 1942 году он вступил в Армию независимости Бирмы и обучался в офицерской школе (3-я партия) во время японской оккупации Бирмы. Он продолжал служить в Бирманской армии после провозглашения независимости страны от англичан. Он был удостоен звания «Тура» за храбрость во время битвы при Инсеине против повстанцев Карен в 1949 году. С 1950 года учился на провост-маршала (военная полиция) в Соединенном Королевстве, позже служил в качестве провост-маршала в бирманской армии.
С 1962 года — генеральный директор, затем секретарь Министерства труда и горнорудной промышленности. Затем занимал должность директора по военной подготовке и планированию в Министерстве обороны до 1972 года.
В 1972 году назначен заместителем Министра кооперативов в правительстве генерала Не Вина, в том же году уволился из армии. В 1974 году назначен министром труда, в 1975 году — министром кооперативов в правительстве БСПП при премьер-министре Сейн Вине.
В 1977 году назначен министром планирования и финансов во время перестановки кабинета министров. С 1978 года — заместитель премьер-министра, министр планирования и финансов при правительстве БСПП премьер-министра Маунг Маунг Кха и занимал эту должность до 1988 года.
В июне 1988 года (по другим данным, 26 июля) он был назначен премьер-министром и работал в этой должности до 18 сентября 1988 года. После смены власти в стране в 1988 году ушёл из политики.
Скончался 1 мая 2020 года в столице страны.

## Факты
- Тхун Тину принадлежит рекорд по продолжительности жизни среди всех бывших премьер-министров и президентов Мьянмы (Бирмы).
- Тхун Тин являлся в конце своей жизни одним из самых долго живущих бывших руководителей государств и правительств в современном мире.